# Chiesa del Sacro Cuore (Lussemburgo)
La chiesa del Sacro Cuore (in francese église Sacré-Coeur de Luxembourg) è una chiesa cattolica situata nella quartiere di Gare della città di Lussemburgo in Lussemburgo.

## Storia
Le opere di costruzione della chiesa, che rispondeva all'esigenza di creare un nuova parrocchiale per il quartiere di Gare fino ad allora rimastone sprovvisto, iniziarono con la posa della prima pietra il 6 luglio 1930 da parte di monsignor Pierre Nommesch, vescovo di Lussemburgo. Venne consacrata il 30 aprile 1936.

## Descrizione
La chiesa sorge nel centro di Lussemburgo. L'edificio presenta un'architettura neoromanica.

## Galleria d'immagini

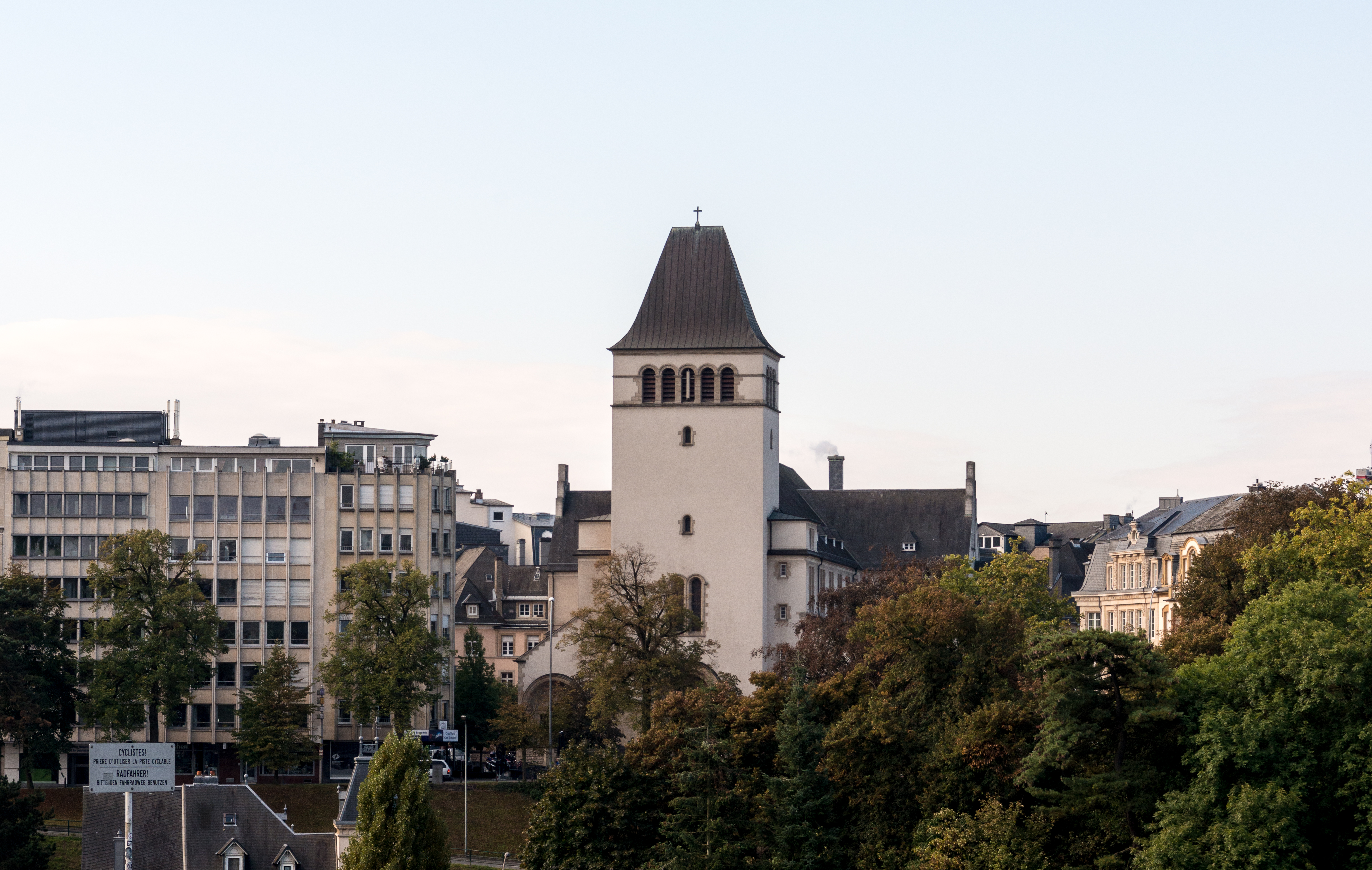
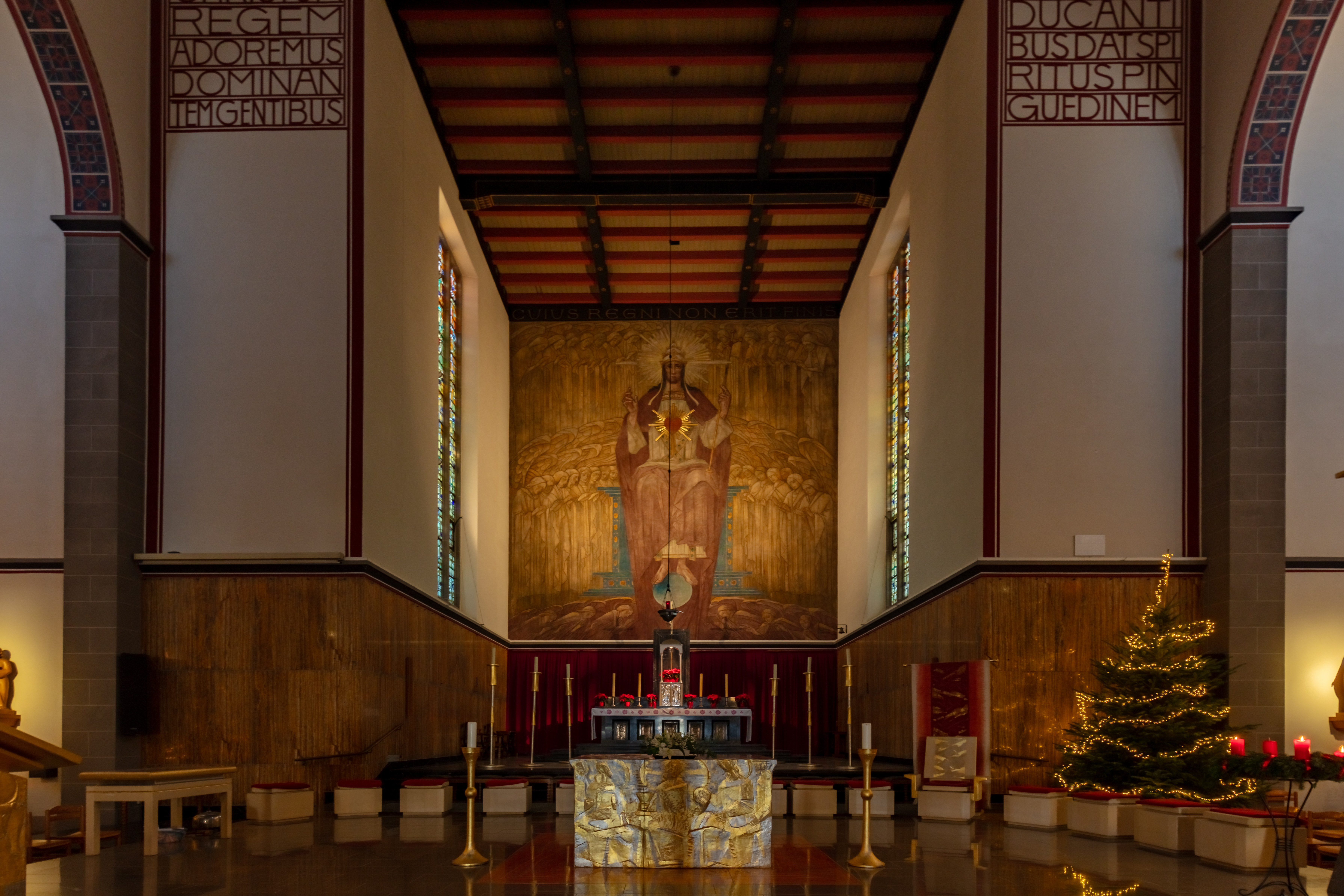
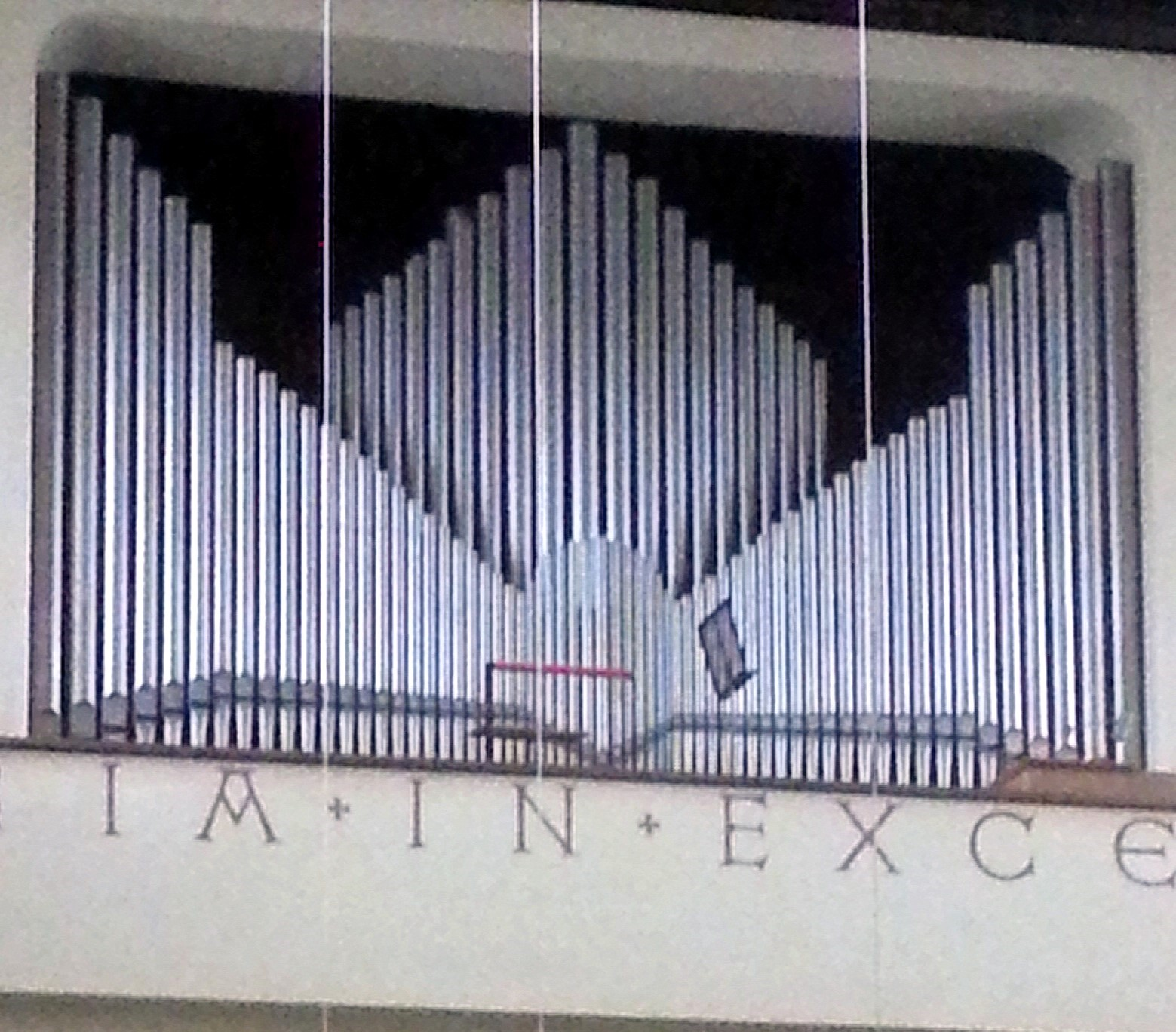